# Structures Data File
Structures Data File kurz SDF oder SDFile ist ein textbasiertes Dateiformat, das ursprünglich von der Firma MDL Information Systems entwickelt wurde, um eine Liste molekularer Strukturen mit zugehörigen Eigenschaften zu verwalten. Der Konverter OpenBabel unterstützt das Dateiformat. Die Datenbank PubChem unterstützt es als standardisiertes Ausgabeformat. KNIME und das Chemistry Development Kit unterstützen das Format.